# سیاست خارجی اتحادیه اروپا

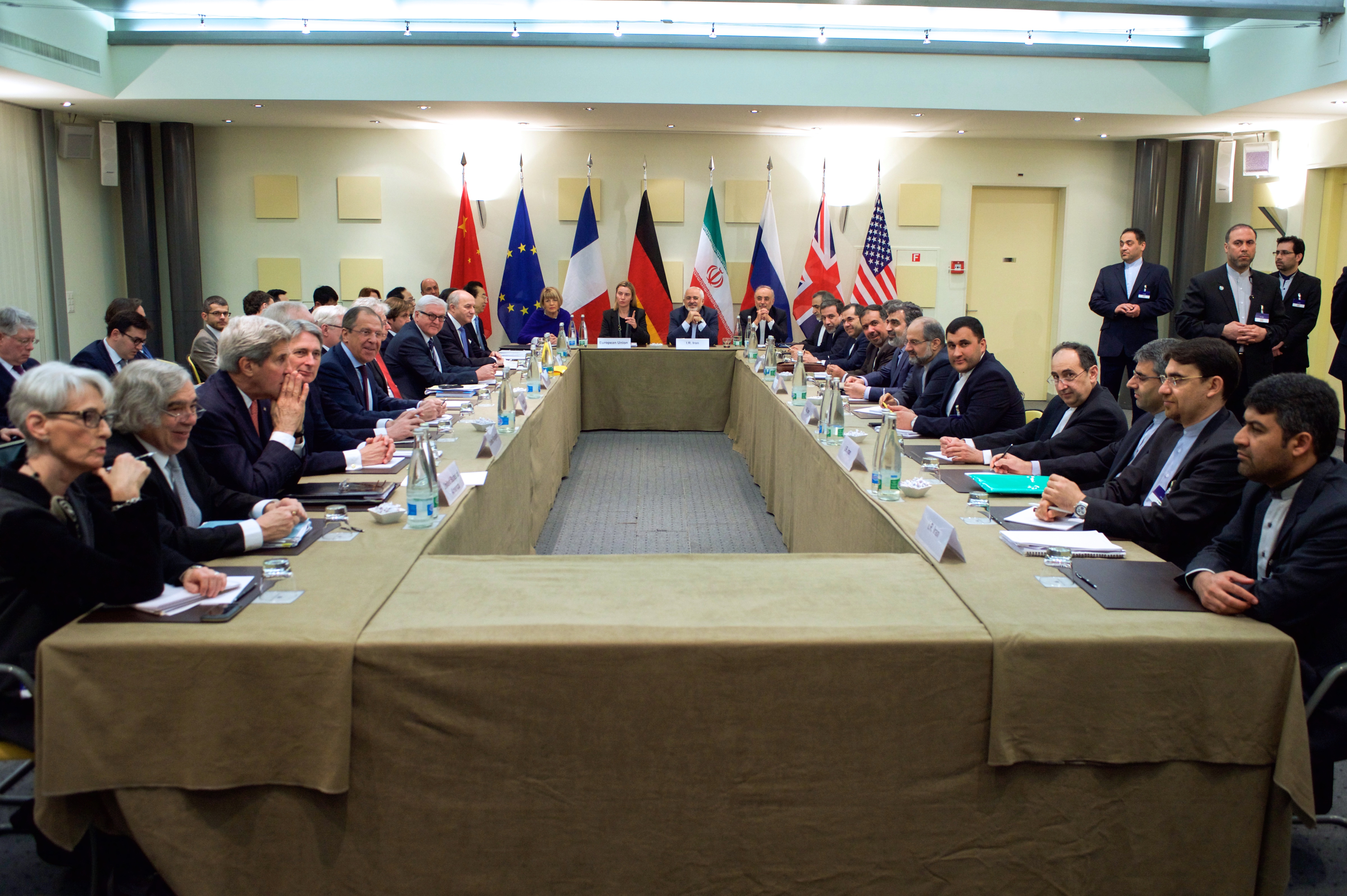
فدریکا موگرینی و محمدجواد ظریف به همراه وزرای خارجه ۵+۱ در مذاکرات لوزان، مارس ۲۰۱۵

سیاست خارجی اتحادیه اروپا توسط سرویس‌های دیپلماتیک اتحادیه اروپا اعمال می‌شود و سعی دارد تا ایده‌ها، هنجارها و ارزش‌های اتحادیه اروپا در مورد سیاست خارجی را به دنیا معرفی کند. سرویس خارجی اروپا قرار است معرف هویت اروپایی باشد و آنچه را که اروپا برای ثبات، امنیت و توسعه جهان در نظر دارد اجرایی کند.

## تاریخچه
همگرایی اروپایی از سال ۱۹۵۷ با ایجاد سازمان‌های اقتصادی و بازار آزاد تجاری آغاز شد اما همگرایی در مسائل سیاسی و امنیتی تا چندین دهه با مشکلات فراوانی همراه بود. بحران‌های بعد از فروپاشی شوروی به خصوص ضعف در تصمیم‌گیری سریع و عدم انسجام در مواجهه با جنگ داخلی یوگسلاوی موجب شد تا اتحادیه اروپا وادار به تغییر دیدگاه خود در این مورد شود. در معاهده ماستریخت در ۱۹۹۳ سیاست خارجی مشترک ارتقای جایگاه یافت و در کنار دو ستون قدیمی اتحادیه، یعنی جامعه اقتصادی و امور قضایی به رکن سوم اتحادیه مبدل شد.
تکامل بعدی سیاست خارجی واحد اروپایی در سال ۲۰۰۹ با پیمان لیسبون اتفاق افتاد. در این پیمان نهادی با عنوان «مقام عالیرتبه اتحادیه اروپا برای روابط خارجی و سیاست امنیتی» شکل گرفت. این نهاد در عمل نوعی وزارت خارجه یا نهاد دیپلماتیک برای اتحادیه اروپا است. کاترین اشتون اولین مسئول این نهاد بود که در سال ۲۰۱۴ جای خود را به فدریکا موگرینی داد.

## دفاتر نمایندگی
اتحادیه اروپا در حال حاضر ۱۴۰ دفتر نمایندگی در سراسر جهان دارد. دفاتری که به‌طور غیررسمی نقش سفارت را در این کشورها بازی می‌کنند هرچند که کارکنان آن از مصونیت دیپلماتیک در حقوق بین‌الملل برخوردار نیستند. با این حال این دفاتر در کشورهایی که دارای سفارت‌های بسیار کمی از کشورهای اروپایی هستند سودمند بوده و عملاً صرفه‌جویی عظیمی در نیروهای انسانی و مسائل اقتصادی را به همراه داشته.

## اهمیت ایران برای این دستگاه
یکی از مهم‌ترین فعالیت‌های دستگاه سیاست خارجی اتحادیه اروپا نقش‌آفرینی در بحران اتمی ایران و تلاشش برای رسیدن به توافق هسته‌ای با جمهوری اسلامی بوده‌است چراکه این توافق تا به امروز بزرگترین دستاورد دستگاه مذکور پس از ناکامی‌های اخیرش محسوب می‌شود.